# Консиержери
Консиержерѝ (на френски: La Conciergerie) е бивш кралски замък и затвор.
Намира се в самия център на Париж, на западния край на Ил дьо ла Сите, недалеч от катедралата „Света Богородица“ („Нотър Дам“).
По време на Френската революция стотици революционери са заключени зад стените на Консиержери и впоследствие са осъдени.
От времето на Капетингите са се запазили само 2 здания – кралският параклис Сент Шапел и замъкът Консиержери. Днес и двата архитектурни паметника са преустроени в музеи.
Замъкът е част от комплекса Пале дьо Жюстис (Palais de Justice, Съдебен дворец), в който са разположени разни общински служби, съд и прокуратура.